# Xiaomi Mi 1S Youth
Xiaomi Mi 1S Youth (другие названия — MI-ONE-S Youth) — бюджетный смартфон, выпущенный в 2012 году. Это бюджетная версия смартфона Xiaomi Mi 1, анонсированная в 2012 году.
В 2012 году сообщалось, что смартфон Xiaomi Mi 1S Youth был доступен для молодёжи.
почти не отличался от Mi 1 Youth.

## другое
23.10.2012 вышла данная модель.
Автофокус:
Есть

### Память
Оперативная память (Гб):
1
16.08.2012 вышла сяоми Mi 2.
Bluetooth:
2.1
16.08.2012 вышла mi 1s.
Встроенная память (Гб):
4
есть разьемы microUSB
Динамик:
моно
размер экрана 4" дюйма.

## примечания
ответ от алисы.
Xiaomi Mi 1S Youth - 4PDA.